# Everton Football Club 2024-2025
Questa voce raccoglie le informazioni riguardanti l'Everton Football Club nelle competizioni ufficiali della stagione 2024-2025.

## Maglie e sponsor
| Casa | Trasferta | Terza divisa |

## Rosa
Rosa, numerazione e ruoli, tratti dal sito ufficiale, sono aggiornati all'8 settembre 2024 

In corsivo i calciatori ceduti durante la stagione
| N. |                        | Ruolo | Calciatore            |
| -- | ---------------------- | ----- | --------------------- |
| 1  | Inghilterra (bandiera) | P     | Jordan Pickford       |
| 2  | Scozia (bandiera)      | D     | Nathan Patterson      |
| 4  | Inghilterra (bandiera) | D     | Mason Holgate         |
| 5  | Inghilterra (bandiera) | D     | Michael Keane         |
| 6  | Inghilterra (bandiera) | D     | James Tarkowski       |
| 7  | Inghilterra (bandiera) | C     | Dwight McNeil         |
| 8  | Belgio (bandiera)      | C     | Orel Mangala          |
| 9  | Inghilterra (bandiera) | A     | Dominic Calvert-Lewin |
| 10 | Senegal (bandiera)     | A     | Iliman Ndiaye         |
| 11 | Inghilterra (bandiera) | C     | Jack Harrison         |
| 12 | Portogallo (bandiera)  | P     | João Virgínia         |
| 13 | Francia (bandiera)     | A     | Neal Maupay           |
| 14 | Portogallo (bandiera)  | A     | Beto                  |
| 15 | Irlanda (bandiera)     | D     | Jake O'Brien          |

| N. |                                 | Ruolo | Calciatore                |
| -- | ------------------------------- | ----- | ------------------------- |
| 16 | Mali (bandiera)                 | C     | Abdoulaye Doucouré        |
| 17 | Portogallo (bandiera)           | A     | Youssef Chermiti          |
| 18 | Inghilterra (bandiera)          | D     | Ashley Young              |
| 19 | Ucraina (bandiera)              | D     | Vitalij Mykolenko         |
| 22 | Albania (bandiera)              | A     | Armando Broja             |
| 23 | Irlanda (bandiera)              | D     | Séamus Coleman (capitano) |
| 24 | Argentina (bandiera)            | C     | Carlos Alcaraz            |
| 27 | Senegal (bandiera)              | C     | Idrissa Gueye             |
| 29 | Danimarca (bandiera)            | A     | Jesper Lindstrøm          |
| 31 | Bosnia ed Erzegovina (bandiera) | P     | Asmir Begović             |
| 32 | Inghilterra (bandiera)          | D     | Jarrad Branthwaite        |
| 37 | Inghilterra (bandiera)          | C     | James Garner              |
| 42 | Inghilterra (bandiera)          | D     | Tim Iroegbunam            |

## Calciomercato

### Sessione estiva
| Acquisti         | Acquisti         | Acquisti            | Acquisti                    |
| R.               | Nome             | da                  | Modalità                    |
| ---------------- | ---------------- | ------------------- | --------------------------- |
| D                | Jake O'Brien     | Olympique Lione     | definitivo (19,5 milioni €) |
| A                | Iliman Ndiaye    | Olympique Marsiglia | definitivo (18 milioni €)   |
| D                | Tim Iroegbunam   | Aston Villa         | prestito (10,7 milioni €)   |
| A                | Jesper Lindstrøm | Napoli              | gratuito                    |
| C                | Orel Mangala     | Olympique Lione     | prestito                    |
| P                | Asmir Begović    | QPR                 | gratuito                    |
| A                | Armando Broja    | Chelsea             | prestito                    |
| Altre operazioni |                  |                     |                             |
| R.               | Nome             | da                  | Modalità                    |
| A                | Neal Maupay      | Brentford           | fine prestito               |

| Cessioni         | Cessioni       | Cessioni            | Cessioni                     |
| R.               | Nome           | da                  | Modalità                     |
| ---------------- | -------------- | ------------------- | ---------------------------- |
| C                | Amadou Onana   | Aston Villa         | definitivo (59,35 milioni €) |
| C                | Ben Godfrey    | Atalanta            | definitivo (12 milioni €)    |
| A                | Lewis Dobbin   | Aston Villa         | definitivo (11,8 milioni €)  |
| P                | Andy Lonergan  | Wigan               | gratuito                     |
| A                | Neal Maupay    | Olympique Marsiglia | prestito (500 mila €)        |
| C                | André Gomes    |                     | svincolato                   |
| C                | Dele Alli      |                     | svincolato                   |
| D                | Mason Holgate  | West Bromwich       | prestito                     |
| Altre operazioni |                |                     |                              |
| R.               | Nome           | a                   | Modalità                     |
| A                | Arnaut Danjuma | Villarreal          | fine prestito                |

### Sessione invernale
| Acquisti         | Acquisti       | Acquisti | Acquisti |
| R.               | Nome           | da       | Modalità |
| ---------------- | -------------- | -------- | -------- |
| C                | Carlos Alcaraz | Flamengo | prestito |
| Altre operazioni |                |          |          |
| R.               | Nome           | da       | Modalità |

| Cessioni         | Cessioni         | Cessioni         | Cessioni         |
| R.               | Nome             | a                | Modalità         |
| Altre operazioni | Altre operazioni | Altre operazioni | Altre operazioni |
| R.               | Nome             | da               | Modalità         |
| ---------------- | ---------------- | ---------------- | ---------------- |

## Risultati

### Premier League

#### Girone di andata
| Arbitro: | Hooper |

|  |           |                                    |
|  | Marcatori | 26’ Mitoma 56’ Welbeck 87’ Adingra |

| Arbitro: | Taylor |

|                                      |           |  |
| Bissouma 14’ Son 25’, 77’ Romero 71’ | Marcatori |  |

| Arbitro: | Attwell |

|                             |           |                                         |
| Keane 50’ Calvert-Lewin 57’ | Marcatori | 87’ Semenyo 90+2’ Cook 90+6’ Sinisterra |

| Arbitro: | Pawson |

|                            |           |                              |
| Watkins 36’, 58’ Durán 76’ | Marcatori | 16’ McNeil 27’ Calvert-Lewin |

| Arbitro: | England |

|              |           |            |
| Mavididi 73’ | Marcatori | 12’ Ndiaye |

| Arbitro: | A. Madley |

|                 |           |           |
| McNeil 47’, 54’ | Marcatori | 10’ Guéhi |

| Liverpool 5 ottobre 2024, ore 17:30 WEST 7ª giornata | Everton | 0 – 0 referto | Newcastle Utd | Goodison Park (39 265 spett.)\| Arbitro: \| Pawson \| |
| Arbitro:                                             | Pawson  |               |               |                                                       |

| Arbitro: | Oliver |

|  |           |                      |
|  | Marcatori | 17’ Ndiaye 40’ Keane |

| Arbitro: | Brooks |

|            |           |           |
| Beto 90+4’ | Marcatori | 61’ Iwobi |

| Arbitro: | A. Madley |

|               |           |  |
| Armstrong 85’ | Marcatori |  |

| Londra 9 novembre 2024, ore 15:00 WET 11ª giornata | West Ham Utd | 0 – 0 referto | Everton | London Stadium (31 143 spett.)\| Arbitro: \| Attwell \| |
| Arbitro:                                           | Attwell      |               |         |                                                         |

| Liverpool 23 novembre 2024, ore 15:00 WET 12ª giornata | Everton  | 0 – 0 referto | Brentford | Goodison Park (38 915 spett.)\| Arbitro: \| Kavanagh \| |
| Arbitro:                                               | Kavanagh |               |           |                                                         |

| Arbitro: | Brooks |

|                                    |           |  |
| Rashford 34’, 46’ Zirkzee 41’, 64’ | Marcatori |  |

| Arbitro: | Salisbury |

|                                                     |           |  |
| Young 10’ Mangala 33’ Dawson 49’ (aut.), 72’ (aut.) | Marcatori |  |

| Arbitro: | Oliver |

|                          |           |                            |
| Beto 11’ Tarkowski 90+8’ | Marcatori | 16’ Mac Allister 73’ Salah |

| Londra 14 dicembre 2024, ore 15:00 WET 16ª giornata | Arsenal | 0 – 0 referto | Everton | Emirates Stadium (60 176 spett.)\| Arbitro: \| Pawson \| |
| Arbitro:                                            | Pawson  |               |         |                                                          |

| Liverpool 22 dicembre 2024, ore 14:00 WET 17ª giornata | Everton  | 0 – 0 referto | Chelsea | Goodison Park (39 358 spett.)\| Arbitro: \| Kavanagh \| |
| Arbitro:                                               | Kavanagh |               |         |                                                         |

| Arbitro: | Hooper |

|                    |           |            |
| Bernardo Silva 14’ | Marcatori | 36’ Ndiaye |

| Arbitro: | Harrington |

|  |           |                          |
|  | Marcatori | 15’ Wood 61’ Gibbs-White |

#### Girone di ritorno
| Arbitro: | J. Brooks |

|            |           |  |
| Brooks 77’ | Marcatori |  |

| Arbitro: | Barrott |

|  |           |             |
|  | Marcatori | 51’ Watkins |

| Arbitro: | England |

|                                                   |           |                                  |
| Calvert-Lewin 13’ I. Ndiaye 30’ Gray 45+7’ (aut.) | Marcatori | 77’ Kulusevski 90+2’ Richarlison |

| Arbitro: | Robinson |

|  |           |                      |
|  | Marcatori | 42’ (rig.) I. Ndiaye |

| Arbitro: | D. Bond |

|                                          |           |  |
| Doucouré 1’ Beto 6’, 45+2’ I. Ndiaye 90’ | Marcatori |  |

| Arbitro: | Taylor |

|            |           |                      |
| Mateta 47’ | Marcatori | 42’ Beto 80’ Alcaraz |

| Arbitro: | Madley |

|                       |           |                             |
| Beto 19’ Doucouré 33’ | Marcatori | 72’ B. Fernandes 80’ Ugarte |

| Arbitro: | Hooper |

|             |           |             |
| Wissa 45+4’ | Marcatori | 77’ O'Brien |

| Arbitro: | Attwell |

|             |           |              |
| Munetsi 40’ | Marcatori | 33’ Harrison |

| Arbitro: | Madley |

|               |           |            |
| O'Brien 90+1’ | Marcatori | 67’ Souček |

| Arbitro: | Barrott |

|          |           |  |
| Jota 57’ | Marcatori |  |

| Arbitro: | England |

|                   |           |              |
| Ndiaye 49’ (rig.) | Marcatori | 34’ Trossard |

| Arbitro: | Pawson |

|  |           |                |
|  | Marcatori | 90+4’ Doucouré |

| Arbitro: | Hooper |

|  |           |                            |
|  | Marcatori | 84’ O'Reilly 90+2’ Kovačić |

| Arbitro: | Kavanagh |

|             |           |  |
| Jackson 27’ | Marcatori |  |

| Arbitro: | L. Smith |

|                     |           |                      |
| Beto 26’ McNeil 35’ | Marcatori | 41’ Enciso 79’ Hirst |

| Arbitro: | England |

|                |           |                                    |
| R. Jiménez 17’ | Marcatori | 45+3’ Mykolenko 70’ Keane 73’ Beto |

| Arbitro: | Oliver |

|                  |           |  |
| Ndiaye 6’, 45+2’ | Marcatori |  |

| Arbitro: | Harrington |

|  |           |             |
|  | Marcatori | 65’ Alcaraz |

### FA Cup
| Arbitro: | Bramall |

|                              |           |  |
| Beto 42’ Ndiaye 90+8’ (rig.) | Marcatori |  |

| Arbitro: | Brooks |

|  |           |                                 |
|  | Marcatori | 23’ (rig.) Semenyo 43’ Jebbison |

### EFL Cup
| Arbitro: | Bell |

|                                |           |  |
| McNeil 53’ Ndiaye 74’ Beto 84’ | Marcatori |  |

| Arbitro: | D. Bond |

|                                              |                      |                                                              |
| Doucouré 20’                                 | Marcatori            | 32’ Harwood-Bellis                                           |
| Keane McNeil Ndiaye Lindstrøm Harrison Young | Tiri di rigore 5 – 6 | M. Fernandes Stewart Brereton Díaz Harwood-Bellis Aribo Bree |

## Statistiche finali

### Statistiche di squadra
| Competizione   | Punti | In casa | In casa | In casa | In casa | In casa | In casa | In trasferta | In trasferta | In trasferta | In trasferta | In trasferta | In trasferta | Totale | Totale | Totale | Totale | Totale | Totale | DR |
| Competizione   | Punti | G       | V       | N       | P       | Gf      | Gs      | G            | V            | N            | P            | Gf           | Gs           | G      | V      | N      | P      | Gf     | Gs     | DR |
| -------------- | ----- | ------- | ------- | ------- | ------- | ------- | ------- | ------------ | ------------ | ------------ | ------------ | ------------ | ------------ | ------ | ------ | ------ | ------ | ------ | ------ | -- |
| Premier League | 45    | 19      | 5       | 9       | 5       | 26      | 23      | 19           | 6            | 6            | 7            | 16           | 22           | 38     | 11     | 15     | 12     | 42     | 44     | -2 |
| FA Cup         | -     | 2       | 1       | 0       | 1       | 2       | 2       |              |              |              |              |              |              | 2      | 1      | 0      | 1      | 2      | 2      | 0  |
| League Cup     | -     | 2       | 1       | 1       | 0       | 4       | 1       | -            | -            | -            | -            | -            | -            | 2      | 1      | 1      | 0      | 4      | 1      | +3 |
| Totale         | -     | 23      | 7       | 10      | 6       | 32      | 26      | 19           | 6            | 6            | 7            | 16           | 22           | 42     | 13     | 16     | 13     | 48     | 47     | +1 |

### Andamento in campionato
| Giornata  | 1  | 2  | 3  | 4  | 5  | 6  | 7  | 8  | 9  | 10 | 11 | 12 | 13 | 14 | 15 | 16 | 17 | 18 | 19 | 20 | 21 | 22 | 23 | 24 | 25 | 26 | 27 | 28 | 29 | 30 | 31 | 32 | 33 | 34 | 35 | 36 | 37 | 38 |
| --------- | -- | -- | -- | -- | -- | -- | -- | -- | -- | -- | -- | -- | -- | -- | -- | -- | -- | -- | -- | -- | -- | -- | -- | -- | -- | -- | -- | -- | -- | -- | -- | -- | -- | -- | -- | -- | -- | -- |
| Luogo     | C  | T  | C  | T  | T  | C  | C  | T  | C  | T  | T  | C  | T  | C  | C  | T  | C  | T  | C  | T  | C  | C  | T  | C  | T  | C  | T  | T  | C  | T  | C  | T  | C  | T  | C  | T  | C  | T  |
| Risultato | P  | P  | P  | P  | N  | V  | N  | V  | N  | P  | N  | N  | P  | V  | N  | N  | N  | N  | P  | P  | P  | V  | V  | V  | V  | N  | N  | N  | N  | P  | N  | V  | P  | P  | N  | V  | V  | V  |
| Posizione | 20 | 20 | 20 | 20 | 19 | 16 | 16 | 16 | 16 | 16 | 16 | 15 | 15 | 15 | 15 | 16 | 15 | 15 | 16 | 16 | 16 | 16 | 16 | 15 | 14 | 14 | 16 | 15 | 15 | 15 | 15 | 13 | 13 | 15 | 14 | 13 | 13 | 13 |

Legenda:

Luogo: C = Casa; T = Trasferta. Risultato: V = Vittoria; N = Pareggio; P = Sconfitta.

### Statistiche dei giocatori
Sono in corsivo i calciatori che hanno lasciato la società a stagione in corso.
| Giocatore | Premier League | Premier League | Premier League | Premier League | FA Cup   | FA Cup | FA Cup      | FA Cup     | League Cup | League Cup | League Cup  | League Cup | Totale   | Totale | Totale      | Totale     |
| Giocatore | Presenze       | Reti           | Ammonizioni    | Espulsioni     | Presenze | Reti   | Ammonizioni | Espulsioni | Presenze   | Reti       | Ammonizioni | Espulsioni | Presenze | Reti   | Ammonizioni | Espulsioni |
| --------- | -------------- | -------------- | -------------- | -------------- | -------- | ------ | ----------- | ---------- | ---------- | ---------- | ----------- | ---------- | -------- | ------ | ----------- | ---------- |